# 平田オリザ
平田 オリザ（ひらた オリザ、1962年11月8日 - ）は、日本の劇作家、演出家、劇団「青年団」主宰、こまばアゴラ劇場支配人、芸術文化観光専門職大学学長（初代）。青森県立美術館館長。戯曲の代表作に『東京ノート』『ソウル市民』三部作など。小説『幕が上がる』は2015年に映画化され、第70回毎日映画コンクール（TSUTAYA映画ファン賞日本映画部門）などを受賞。
現代口語演劇理論の提唱者であり、自然な会話とやりとりで進行していく「静かな演劇」の作劇術を定着させた。戯曲集のほか『現代口語演劇のために』など理論的な著書も多い。
現在、東京藝術大学アートイノベーションセンター特任教授、四国学院大学客員教授・学長特別補佐、京都文教大学臨床心理学部客員教授、大阪大学コミュニケーションデザインセンター客員教授、東京都立大学客員教授、シューレ大学アドバイザー、日本劇作家協会理事、NPO法人ワークショップデザイナー推進機構理事、日本学術会議委員を務める。
祖父は医師の平田内蔵吉、父はシナリオライターの平田穂生。母は心理カウンセラーの平田慶子。父方の大叔父に『新戦艦高千穂』の著者である平田晋策。母方の叔父に映画監督の大林宣彦がいる。歌手・舞台女優のひらたよーこと1989年に結婚したが、2011年離婚。2013年に団員の渡辺香奈と再婚。2017年12月7日、青年団の公演「さよならだけが人生か」の記者会見で、55歳で自身にはじめての子供が誕生したと発表した。

## 経歴
東京都目黒区駒場に生まれる。平田オリザは本名で、ラテン語のoryza（正確な発音は「オリューザ」に近い）が「稲」を意味することから、オリザの父・平田穂生によって「子どもが食いっぱぐれないように」との願いをこめてつけられた。目黒区立第一中学校1年生のときに学芸会の劇を初めて演出し、その時の主演は後のデーモン閣下であった。中学を卒業して都立駒場高校定時制に進学。高校2年、16歳のときに高校を休学（のち中退）し、自転車による世界一周旅行を決行。その後世界26か国を放浪し、1981年に旅行記『十六歳のオリザの未だかつてためしのない勇気が到達した最後の点と、到達しえた極限とを明らかにして、上々の首尾にいたった世界一周自転車旅行の冒険をしるす本』（晩聲社）として出版している。
大学入学資格検定試験を経て1982年国際基督教大学に入学。同年に処女作を執筆。翌年に劇団青年団を結成。1984年、国際教育基金の奨学金により韓国の延世大学に1年間公費留学する。1986年、国際基督教大学教養学部人文科学科卒業。その後すぐ父親が自宅を改装、借金をしてつくったこまばアゴラ劇場の劇場経営者になる。1994年、代表作『東京ノート』初演。同作品で翌年第39回岸田國士戯曲賞を受賞。同作は1999年の韓国公演以来、青年団により世界15カ国で海外公演されている。その後は1998年に『月の岬』で読売演劇大賞優秀演出家賞、2002年『上野動物園再々々襲撃』で同優秀作品賞、および日韓国民交流記念事業『その河をこえて、五月』で朝日舞台芸術賞グランプリ、2006年にモンブラン国際文化賞を受賞。2011年にフランスの芸術文化勲章シュヴァリエに叙される。2012年、平田オリザと青年団に焦点を当てた想田和弘監督による長編ドキュメンタリー映画『演劇1』『演劇2』が釜山国際映画祭でワールド・プレミアされ、日本でも劇場公開された。2019年、『日本文学盛衰史』で第22回鶴屋南北戯曲賞を受賞。
2012年に執筆した処女作となる小説『幕が上がる』は、2015年に『踊る大捜査線』シリーズで知られる本広克行監督により映画化された（2月28日公開）。これによって小説にも注目が集まり、平田の作家人生において初となる累計10万部のベストセラー（2015年2月現在）となった。

### 学識者としての経歴
- 1999年、桜美林大学文学部総合文化学科助教授就任（2005年に同学科の総合文化学群への改組とともに教授）。
- 2006年、大阪大学コミュニケーションデザイン・センター教授に就任（のちに客員教授）。
- 2007年、大阪創造都市市民会議発起人に就任。
- 2009年から2011年まで鳩山由紀夫内閣および菅直人内閣で内閣官房参与に就任[11]。鳩山の所信表明演説に際しては、発声指導をおこなっていた[12]。また、鳩山が主催する「リアル鳩カフェ」で、佐々木かをりとともにファシリテーターを任された[13]。第2回リアル鳩カフェでは官邸の庭で催された鉄板焼きの様子が大きく報道された。菅直人内閣では国際交流担当となり、対外的な発言が物議を醸した。2011年3月、東日本大震災での原発事故を受けて菅直人内閣の内閣官房参与として、当時の鈴木寛文部科学副大臣からの依頼により、大阪大学での同僚だった八木絵香とともに、「原発事故が最悪の事態」となった場合の、内閣総理大臣談話の原稿を執筆した（事態が発生せず、発表されない原稿となった）[14]。
- 2010年、四国学院大学学長特別補佐・客員教授、リヨン高等師範学校客員教授に就任。
- 2011年、富士見市文化芸術アドバイザーを委嘱された[15][16]。
- 2013年、東京藝術大学社会連携センター客員教授[17]に就任。
- 2014年、東京藝術大学・アートイノベーションセンター特任教授、京都文教大学臨床心理学部客員教授[18][19]に就任。
- 2015年、城崎国際アートセンターの芸術監督に就任。併せて、豊岡市の文化政策担当参与を拝命[20]。
- 2016年、岡山県奈義町の教育・文化のまちづくり監に就任[21]。
- 2017年、宝塚市の市政アドバイザーに就任[22]。
- 2019年、西宮市の政策アドバイザーに就任[23]。
- 2021年、芸術文化観光専門職大学学長に就任予定[24]。

その他、東京大学教育学部講師、早稲田大学文学部講師などを歴任している。

## 現代口語演劇理論
芝居がかったセリフではなく、日常的な話し言葉で舞台を演出する方法を体系化した理論である。その手法は、後の演劇界に大きな影響を与えた。
日本における近代演劇（いわゆる新劇）は西洋演劇の輸入と翻訳にウェイトを置いて始まったものであり、戯曲の創作までもが西洋的な論理に則って行われてきたのではないかと平田は批判し、このためその後の日本演劇は、日本語を離れた無理のある文体、口調と論理構成によって行われ、またそれにリアリティを持たせるため俳優の演技も歪んだ形になっていったのではないか、と考えた。これを改善するために提唱したのが、現代口語演劇理論である。日本人の生活を基点に演劇を見直し、1980年代に小劇場において見られた絶叫型の劇に対して、「静かな演劇」と称された1990年代の小劇場演劇の流れをつくった。
平田の演劇の外見的特徴として「ときに聞き取れないようなぼそぼそした声で喋る」「役者が客席に背を向けて喋る」「複数のカップルの会話が同時進行する」（同時多発会話）などが挙げられる。また、登場人物たちはただただ舞台上で淡々と会話を続けていく。これらはみな、「人間の日常はドラマティックな出来事の連続ではなく、静かで淡々とした時間が多くを占めるが、人間のそのものの存在が十分に劇的であり、驚きに満ちている」という理念から来ており、これまでのありのままの日本語から乖離した演劇理論を見直して、日本人のあるべき自然な言葉を舞台上に再構築し、それを見つめ直していこうという意思が込められている。この様な演劇スタイルを、何公演も繰り返される舞台で安定して実現するために、勘や偶然だけに頼らず、秒単位で動きを計算する手法などがとられる。俳優については「実験材料」「考える駒」と表現しており、劇作家・演出家の創作方法と様式を深く理解してもらったうえで身体的に再現することを要求する。
2000年代以降は現代口語演劇理論を消化・発展させた次世代の劇作家たちが登場し、特にチェルフィッチュの岡田利規は「超口語演劇」と称された。

## 著書・関連書籍

### 戯曲
- 『東京ノート・S高原から 戯曲集1』（1995年 晩聲社 のちハヤカワ文庫）
- 『転校生 戯曲集2』（1995年 晩聲社）
- 『火宅か修羅か・暗愚小伝-平田オリザ戯曲集〈3〉』（1996年 晩聲社）
- 『南へ・さよならだけが人生か-平田オリザ戯曲集〈4〉』（2000年 晩聲社）
- 『バルカン動物園』（2001年 ENBU研究所）
- 『冒険王』（2001年 ENBU研究所）

### 小説
- 『幕が上がる』（2012年 講談社）のち文庫- 本広克行によって映画化（2015年2月28日公開）

### 評論
- 『十六歳のオリザの未だかつてためしのない勇気が到達した最後の点と、到達しえた極限とを明らかにして、上々の首尾にいたった世界一周自転車旅行の冒険をしるす本』晩聲社 1981年[29]  のち『十六歳のオリザの冒険をしるす本』講談社〈講談社文庫〉
- 『受験の国のオリザ』晩聲社 1983年
- 『道路劇場、バヌアツへ行く』晩声社 1992年
- 『平田オリザの仕事〈1〉現代口語演劇のために』晩聲社 1995年
- 『平田オリザの仕事〈2〉都市に祝祭はいらない』晩聲社 1997年
- 『演劇入門』講談社〈講談社現代新書〉1998年
- 『対話のレッスン』小学館 2001年 のち講談社〈講談社学術文庫〉2015年
- 『芸術立国論』集英社〈集英社新書〉2001年
- 『「リアル」だけが生き延びる』ウェイツ〈That's Japan〉2003年
- 『地図を創る旅-青年団と私の履歴書』白水社 2004年
- 『演技と演出』講談社〈講談社現代新書〉2004年
- 『演劇のことば』岩波書店 2004年 のち〈岩波現代文庫〉2014年
- 『わかりあえないことから コミュニケーション能力とは何か』講談社〈講談社現代新書〉2012年
- 『新しい広場をつくる-市民芸術概論綱要』岩波書店 2013年
- 『世界とわたりあうために』徳間書店 2014年
- 『下り坂をそろそろと下る』講談社〈講談社現代新書〉2016年
- 『名著入門　日本近代文学50選』朝日新書 2022年

### 共編著
- 『gikyoku-workshop』山岡徳貴子共著（2001年 演劇ぶっく社）
- 『話し言葉の日本語』（2002年 小学館） 共著：井上ひさし
- 『16歳親と子のあいだには』（編著 2007年 岩波ジュニア新書）
- 『ニッポンには対話がない 学びとコミュニケーションの再生』北川達夫共著（2008年 三省堂）
- 『ことばの見本帖』（編著 2009年 岩波書店）
- 『コミュニケーション力を引き出す 演劇ワークショップのすすめ』蓮行共著（2009年 PHP新書）
- 『総理の原稿 新しい政治の言葉を模索した266日』松井孝治共著（2011年、岩波書店）
- 『問題解決!先生の気づきを引き出すコミュニケーション 演じて学ぶコンサルテーション研修』岡村章司,宇野宏幸編著 谷芳恵,八乙女利恵共著 ジアース教育新社 2016
- 『演劇コミュニケーション学』蓮行共編著 日本文教出版 2016

## 出演

### ネット番組
- ポリタスTV（YouTube、2021年6月18日）